# Emperatriz consorte de Haití
Título que ostentaron las consortes de los Emperadores de Haití.
- En el Primer Imperio fue María Clara de Haití.
- En el Segundo Imperio fue Adelina de Haití.